# Cerámica verde y manganeso

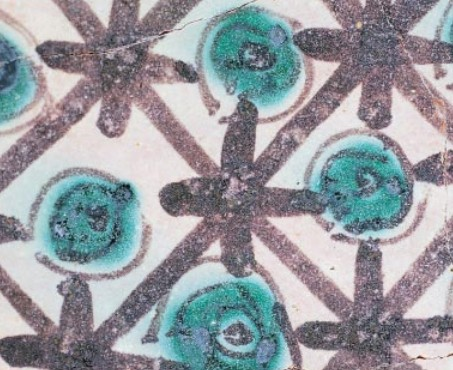
Fragmento de tajador (fuente) de cerámica esmaltada y decorada en verde y morado; 10 x 24 cm; hacia 1320-1360. Museo Provincial de Teruel (España).

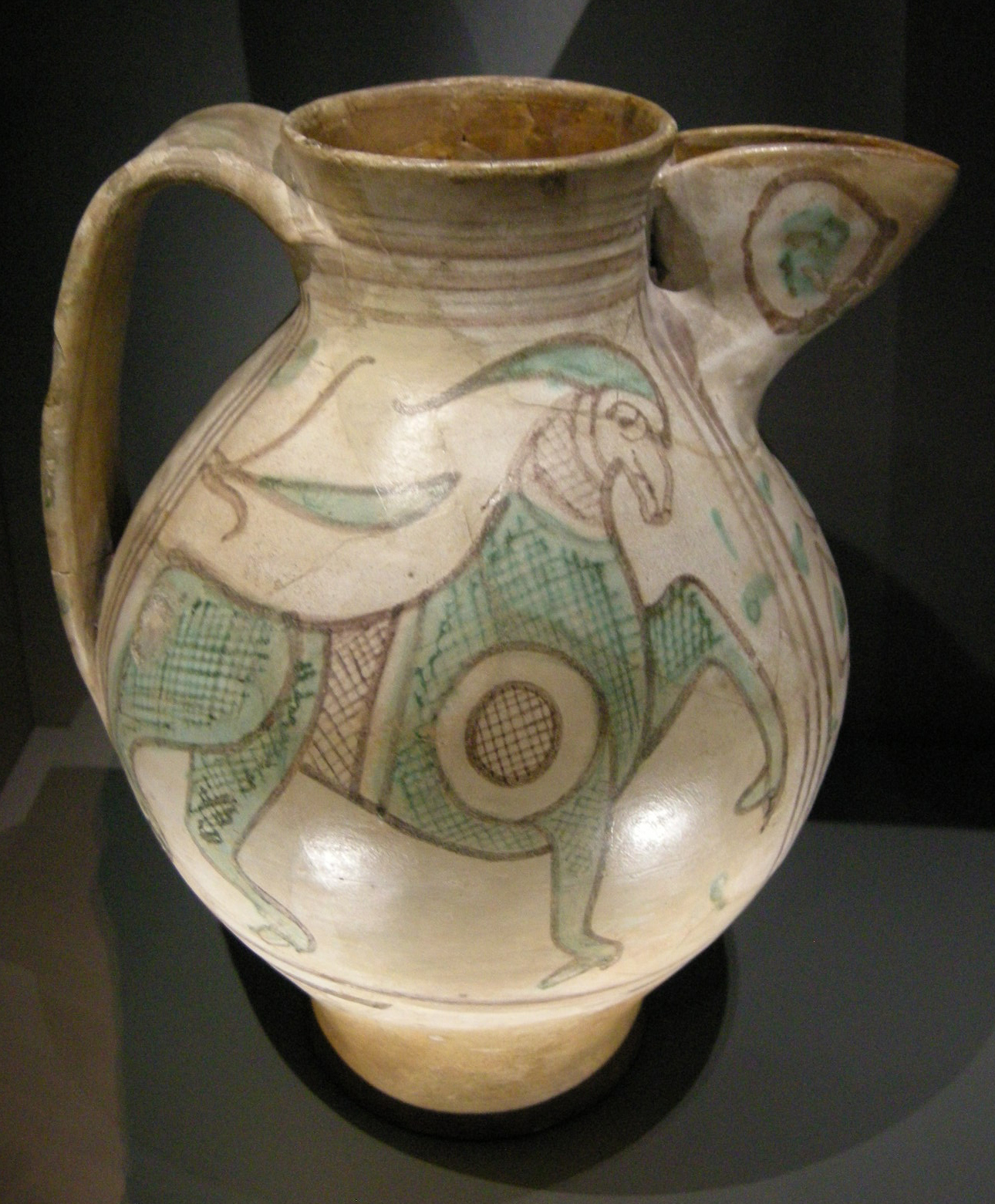
Jarra renacentista de pico exbocado. Orvieto (1275-1375). En la Galería Nacional de Victoria, Melbourne.

La cerámica verde y manganeso (verde-manganeso), verde morada  o loza de Elvira, agrupa diversas piezas alfareras cuya principal característica es el contraste entre el negro-morado de manganeso y el verde de cobre con la pasta blanca de base o engalba. Se desarrolla en Al-Ándalus durante el emirato independiente y sobre todo en el califato (siglo X). La ciudad palatina de Medina Azahara, en Córdoba, se considera su principal foco.

## Simbolismo del color en el mundo islámico
La cerámica verde y manganeso juega con tres colores que en la cultura islámica son encarnaciones cromáticas de un simbolismo político-religioso:
- Blanco.- Claridad, lealtad, poder.
- Negro.- Austeridad, poder, dignidad.
- Verde.- Felicidad (color del pueblo árabe).[1]

Trasladado a la dinastía Omeya, ese juego cromático sintetizará su plenitud político-cultural:
- Blanco.- Color de la dinastía Omeya.
- Verde.- Color del profeta Mahoma.
- Negro.- Recurso técnico sin significación.[2]

## Orígenes y expansión
Documentada por primera vez en el siglo IX, con ejemplos de los yacimientos de Samarra, Susa y Siraf, la técnica verde y manganeso se expandió con rapidez. El epicentro de su desarrollo fue la Gran Mezquita de Kairouan, en Túnez, en la que otra técnica de la cerámica andalusí, la loza dorada o de reflejos metálicos está presente en una impresionante serie de azulejería importada de Bagdad hacia el año 850 de la era cristiana. El lema coránico omnipresente es "al-mulk lillâh", que en la cerámica andalusí se reducirá a "al-mulk".
El verde y manganeso, cerámica asociada al lujo palatino, entra en la península ibérica en el siglo X (hacia 900) imponiéndose en la decoración de las vajillas de Madīnat Al-Zahrā e Ilbira (Granada). Los primeros alfares con vestigios arqueológicos se sitúan en Priego de Córdoba, Murcia, Valencia, Zaragoza y Balaguer.

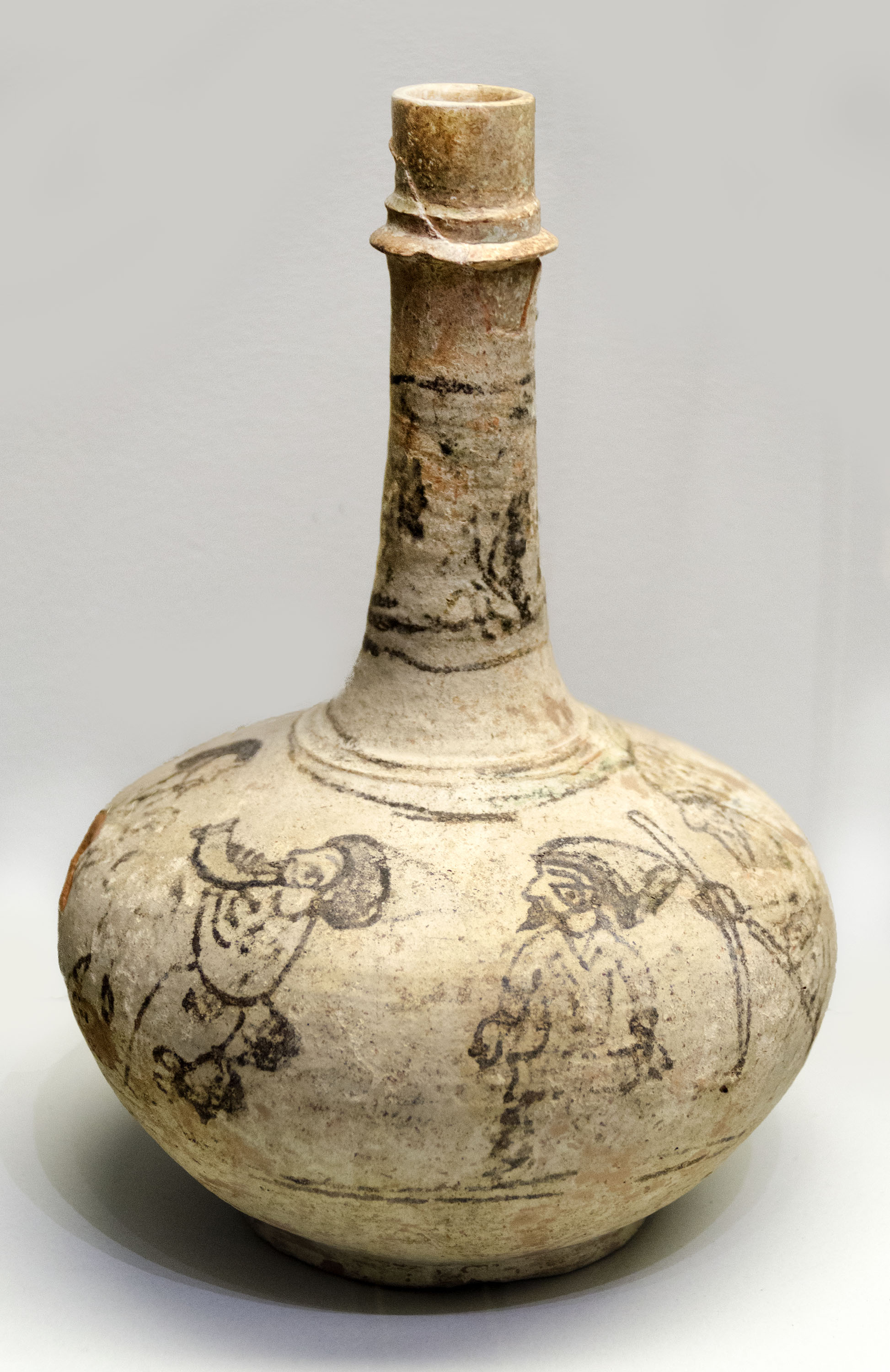
Botella de los músicos (Museo Arqueológico de Córdoba), un recipiente cerámico decorado en verde y manganeso elaborado en el.

En el Califato cordobés, la cerámica verdimorada está documentada desde la segunda mitad del siglo X, hasta el final del XI. Fue sustituida por la técnica de la cuerda seca, el esgrafiado (que en los alfares murcianos se resuelve con un simple contraste de blanco y negro) y la austeridad almorávide y almohade reflejada en el verde monocromo de focos como el de Denia.

## Decadencia económica del Califato
La recesión decorativa supuestamente atribuida a la influencia de la pureza coránica corrió pareja a la degradación de la economía andalusí a partir del siglo XI. En el campo cerámico, las técnicas del "verde y manganeso" y la "cuerda seca" fueron sustituidas por el verdugón o cuerda seca parcial. Algunos autores apuntan la teoría de que la tradición verde y mangneso perviviese en el bajo Aragón, explicándose así su prensencia posterior en Teruel y Paterna, ya en la época tardomedieval.

## La rama andalusí y la gótico-mudéjar
La técnica del verde y manganeso del foco troncal andalusí sigue un proceso de elaboración en tres tiempos:
- Baño de engobe blanquecino.
- Decoración con óxidos de cobre y manganeso.
- Esmalte plúmbeo final.

Por su parte, la técnica tardomedieval o gótico-mudéjar, se limita a dos únicos pasos:
- Base de esmalte blanco o baño estannífero.
- Decoración con óxidos de cobre y manganeso.

### Verde y manganeso en Paterna
La técnica del verde y manganeso en el foco cerámico de Paterna tiene personalidad propia. La decoración a partir de una ideología feudal en esencia, monta su iconografía en torno a temas caballerescos, bestiarios medievales y el recurso mágico del "árbol de la vida".
Los estudiosos de este foco levantino diferencian tres periodos de producción:
- Clásico (hacia 1300, inicios del siglo XIV y paralelo a la loza dorada).[8]
- Periodo evolucionado.
- Periodo esquemático.

### Verde y manganeso en Teruel
Se ha documentado el origen de la cerámica verde y manganeso en Teruel hacia el año 1250. Inicialmente su decoración aborda temas caballerescos y desarrolla luego una iconografía típica mudéjar: pavos y damas, quimeras..., diluyéndose finalmente en motivos a base de microelementos decorativos que le dan esa apariencia abigarrada.

### Verde y manganeso en Cataluña
La presencia del verde y manganeso en la zona catalana de Manresa coincide con la expansión de la Corona de Aragón. Los temas son zoomorfos, vegetales y geométricos. Algunos técnicos en la materia señalan su semejanza con ciertas mayólicas italianas.

### Otros focos del verde y manganeso
A finales del siglo XX fueron localizados e identificados nuevos focos de cerámica verde y manganeso en Andújar, Priego de Córdoba, Jerez de la Frontera, Málaga y Sevilla, en Calatrava la Vieja y Alarcos (ambos yacimientos en Ciudad Real, en Talavera de la Reina, Alcalá de Henares, Guadalajara (España) y Valladolid.
El corto periodo de la ocupación almohade (1195 a 1212), ha permitido datar con exactitud las muestras de verde y manganeso (básicamente ataifores) halladas en los yacimientos manchegos de las fortalezas de Calatrava la Vieja y Alarcos.
En los ejemplos hallados en Talavera de la Reina y datados hacia el siglo XIII, la decoración es geométrica, de ritmos radiales, con motivos vegetales esquematizados y algunas composiciones heráldicas.
Por su parte, los ejemplares de Alcalá de Henares y Guadalajara, situados entre los siglos XIV y XV, bajo los reinados de Jaime II de Aragón y Enrique IV de Castilla, se limitan a decoración geométrica y vegetal.

### Verde y manganeso fuera de la península ibérica
La técnica verde y manganeso también ha sido localizada y documentada más allá de la península ibérica:
- En Italia, se han hallado talleres del siglo XIII que la conocían, en Savona, Pavía, Pisa, Roma, Orvieto, Brindisi y Sicilia (del tipo "Gela").
- Por su parte, en Francia, se localiza en talleres, también del siglo XIII, en Marsella (foco de Sainte-Barbe), Montpellier y Aviñón.[15]

## Ejemplos en museos

Ataifores (Península Ibérica)
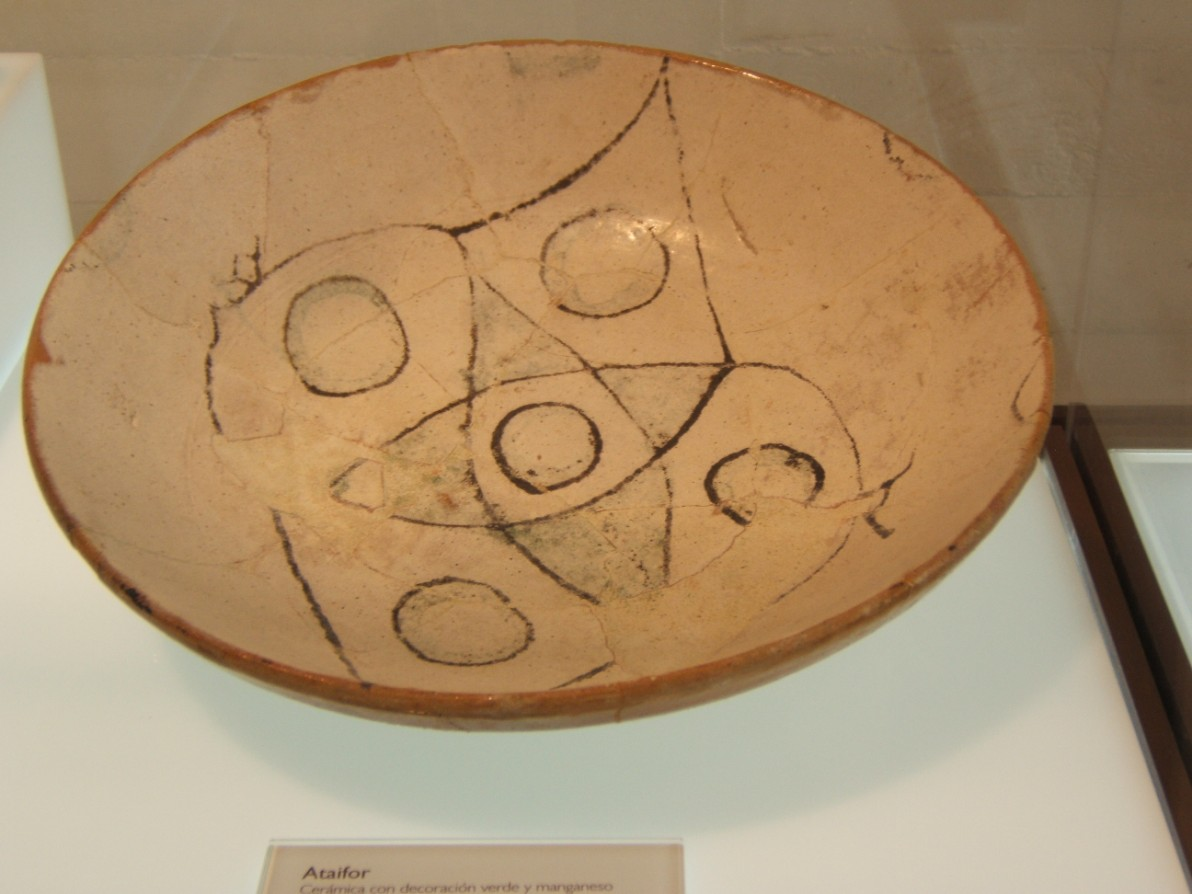
Ataifor andalusí del siglo X. Museo de Medina Azahara (Córdoba, España).
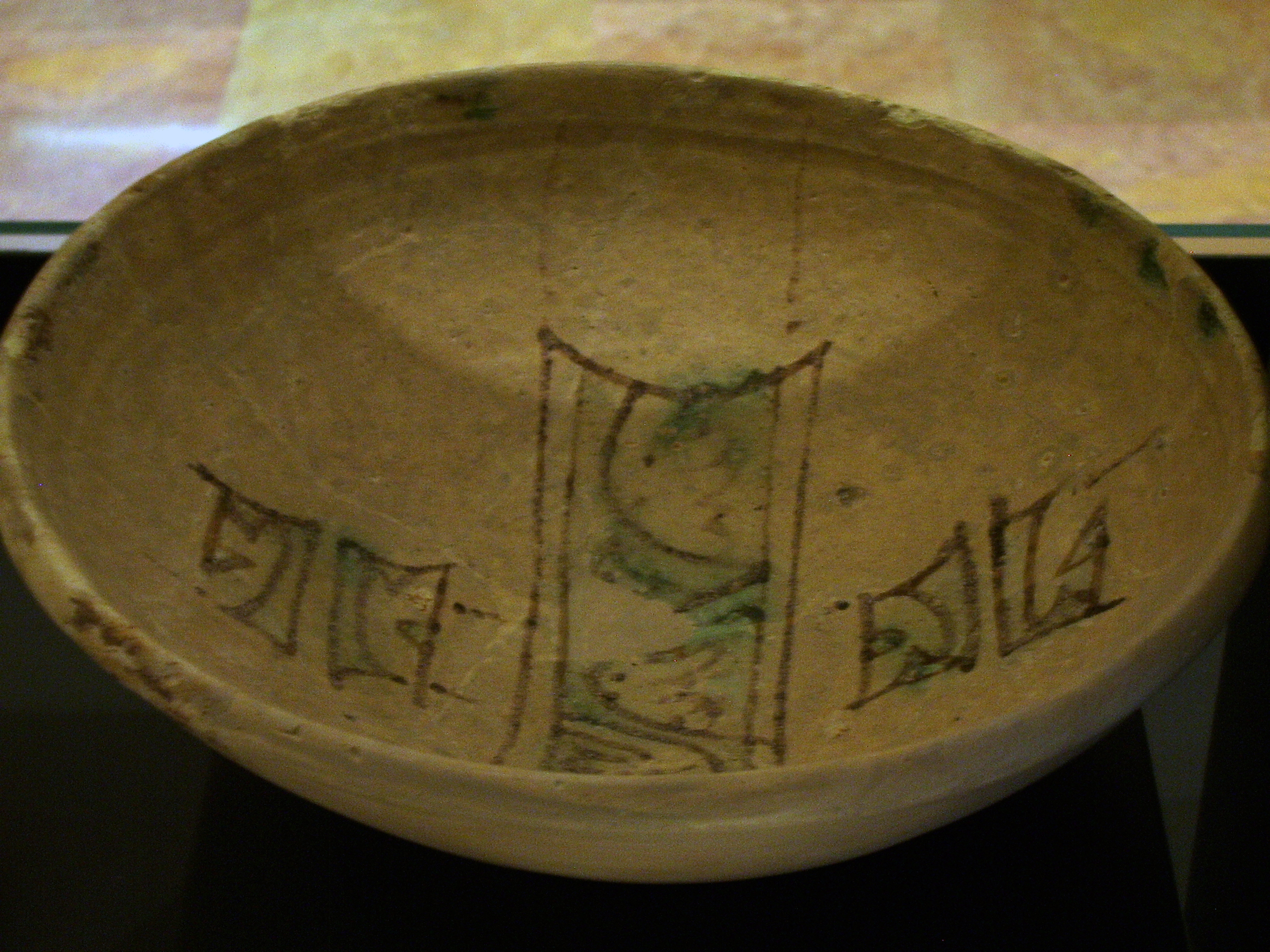
Museo del Teatro Romano de Cesaraugusta (Zaragoza).
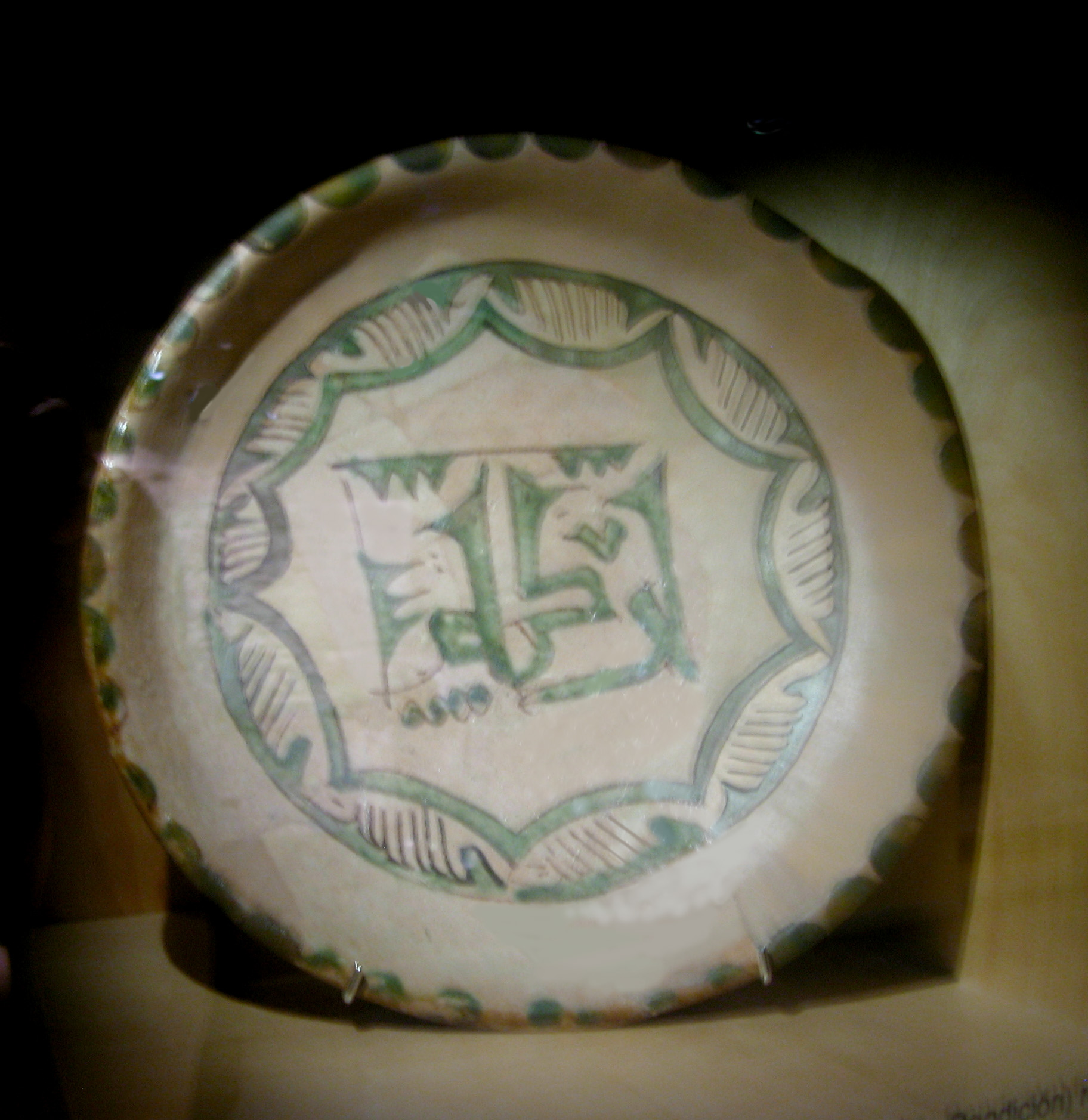
Ataifor del siglo XI. Taifa de Valencia (Comunidad valenciana).

Verde y morado judeo-aragonés
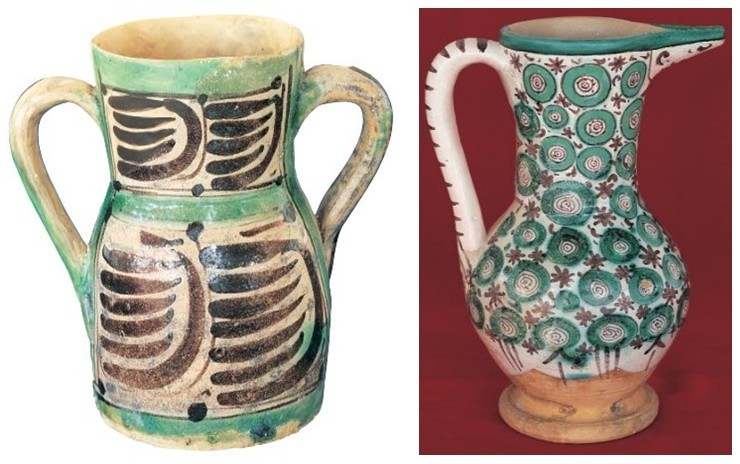
Jarrita (terrazo) y Jarra (picher) decoradas en verde y manganeso, siglo XIV. Museo Provincial de Teruel (España).
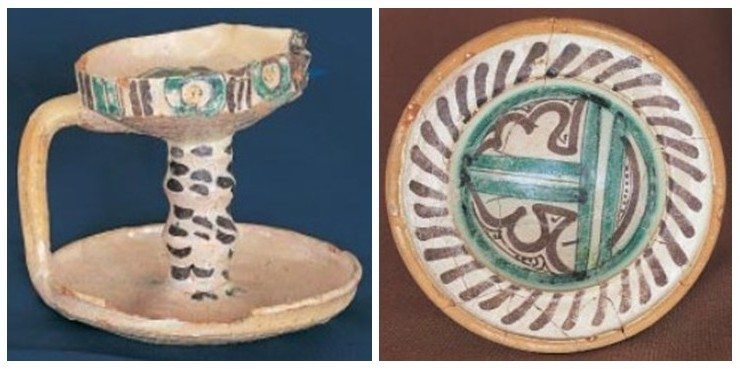
Candil (palmatoria) y cuenco (salsera) decorados en verde y manganeso, siglo XIV. Museo Provincial de Teruel (España).
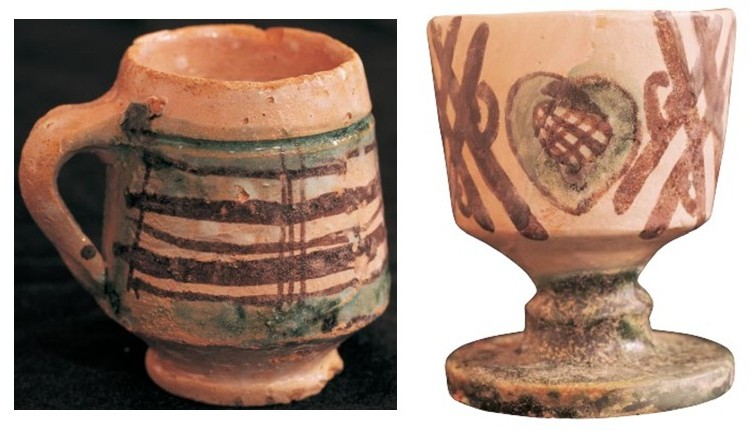
Taza y copa decoradas en verde y manganeso, siglo XIV. Museo Provincial de Teruel (España).